# Zechenverband
Der Zechenverband war eine am 22. Januar 1908 gegründete Vereinigung von Arbeitgebern im Ruhrbergbau. Das Ziel des Verbandes war es, die gemeinsamen Interessen der Zechenunternehmen gegenüber den Arbeitern und Angestellten zu vertreten. Im Jahr 1933 wurde er aufgelöst.
Der Sitz des Vereins war Essen, weil dort seit 1858 auch der Verein für die bergbaulichen Interessen im Oberbergamtsbezirk Dortmund angesiedelt war. Mitglied im neuen Verband konnten auch nur Zechen werden, die gleichzeitig im Verein für die bergbaulichen Interessen vertreten waren. Tatsächlich war der Verband fast eine Unterorganisation des Vereins, da in beiden Vorständen meist dieselben Personen saßen. So waren Bergrat Paul Randebrock von 1909 bis 1912 oder Alfred Hugenberg von 1912 bis 1925 jeweils Vorsitzende beider Organisationen. Geschäftsführer des Zechenverbandes war während der gesamten Zeit seines Bestehens Hans von Loewenstein zu Loewenstein.
Die Organisation knüpfte an verschiedene Vorläufer wie den Ausstands-Versicherungs-Verband an, der nach dem Bergarbeiterstreik von 1889 entstanden war. Die Diskussionen um die Gründung eines Arbeitgeberverbandes hatten sich nach dem Aufstieg der Bergarbeitergewerkschaften seit den 1890er Jahren und vor allem nach dem Streik von 1905 noch einmal verstärkt. Neben der allgemeinen Zusammenarbeit in Fragen der Arbeiter und Angestellten unterhielt der Verein eine Streikversicherung für die Mitgliedsunternehmen. Seit 1910 unterhielt er außerdem einen Arbeitsnachweis. Diese Vermittlungsstelle für Arbeitssuchende diente nicht zuletzt zur Disziplinierung der Belegschaften. Er sollte einerseits das ständige Wechseln des Arbeitsplatzes verhindern und  andererseits zur Schwächung der Gewerkschaften beitragen.
Der Verband lehnte vor dem Ersten Weltkrieg jede Zusammenarbeit mit den Gewerkschaften ab. Erst am Ende des Krieges änderte sich dies vor dem Hintergrund der drohenden Revolution im Oktober 1918. Nach der Gründung der Zentralarbeitsgemeinschaft (ZAG) vertrat der Zechenverband die Arbeitgeberseite in der Bezirksgruppe für den rheinisch-westfälischen Steinkohlenbergbau der Reichsarbeitsgemeinschaft Bergbau. Auch nach dem Ende der ZAG 1924 blieb der Verein bis 1933 Tarif- und Verhandlungspartner der Gewerkschaften.  Der Zechenverband agierte als ein Geldgeber für die Wirtschaftsvereinigung zur Förderung der geistigen Wiederaufbaukräfte und damit für den Hugenbergkonzern.
Mit dem Ende der Gewerkschaften im Mai 1933, der Aufhebung der Tarifautonomie und der Bildung des Reichsstandes der Deutschen Industrie hatte der Verband seinen Aufgabenschwerpunkt weitgehend verloren. Gegen Ende Juni 1933 wurde er faktisch aufgelöst. Die verbliebenen Aufgaben wurden vom Verein für die bergbaulichen Interessen wahrgenommen, der auch das Vereinsvermögen übernahm.